# رود دیزان
 رود دیزان یک رود در حوضه آبریز دریاچه نمک در استان البرز ایران است که از البرز سرچشمه می‌گیرد. این رود در ارتفاع ۱۹۷۱ متری واقع شده است.